# ری مالا
ری مالا (انگلیسی: Ray Mala؛ ‏ ۲۷ دسامبر ۱۹۰۶ – ۲۳ سپتامبر ۱۹۵۲) بازیگر اهل ایالات متحده آمریکا بود.
از فیلم‌ها یا برنامه‌های تلویزیونی که وی در آن نقش داشته‌است، می‌توان به اسکیمو، جلوی سحر را بگیرید و اتحادیه اقیانوس آرام اشاره کرد.